# Sicyodes paucaria
Sicyodes paucaria là một loài bướm đêm trong họ Geometridae.